# 細胞病變作用
細胞病變作用（英語：Cytopathic effect，簡稱：CPE）是細胞出現異常的生長或突變，通常和病毒感染有關。在病毒培養的組織瓊脂上，病毒的擴散受到了緊密瓊脂(Agarose)的限制。所以病毒只能感染旁邊的細胞。被病毒感染後的細胞通常會在病毒分離後死亡所以在瓊脂上留下透明的圈。